# Ropalodòntids
Els ropalodòntids (Rhopalodontidae) són una família extinta de sinàpsids dinocèfals de l'infraordre dels tapinocèfals que visqueren al nord-est del supercontinent de Pangea durant el Permià mitjà, fa entre 264,3 i 272,3 milions d'anys. Se n'han trobat restes fòssils al Baixkortostan, l'óblast d'Orenburg, l'óblast de Samara, República de Komi i Udmúrtia (Rússia). La morfologia de les dents indica que eren animals omnívors o herbívors. El seu aspecte exterior hauria pogut recordar els estemmenosúquids, encara que probablement no tenien banyes. Haurien pogut semblar un Estemmenosuchus jove. Es troben entre els teràpsids més antics i, de fet, són els teràpsids herbívors més antics que es coneixen.